# Đông phương hồng (ca khúc)
"Đông phương hồng" (Trung văn giản thể: 东方红, phồn thể: 東方紅, bính âm: Dōngfāng hóng) là một bài nhạc chính trị nổi tiếng ở Trung Quốc. Giai điệu của bài bắt nguồn từ bài hát dân gian Dầu vừng. Một bản tình ca là Cưỡi ngựa trắng đã phổ biến ở miền bắc tỉnh Thiểm Tây trong những năm thập niên 1930 và 1940 đã cũng sử dụng giai điệu này và đã ảnh hưởng đến bài hát Đông phương hồng sau này. Tác giả ban đầu và của Đông phương hồng đang còn gây tranh cãi. Sau đó, nhà sáng tác Mộc Công và những người khác đã sửa đổi và biến nó trở thành phiên bản chính thức. Phiên bản hợp xướng hiện tại được sắp xếp bởi nhà soạn nhạc nổi tiêng Lý Hoán Chi. Bài hát ca ngợi Đảng Cộng sản Trung Quốc và Mao Trạch Đông.

## Lịch sử
Nguyên bản của "Đông phương hồng" là "Dầu vừng" (芝麻油, Hán-Việt: Chi ma du), một bài dân ca cao nguyên Hoàng Thổ điển hình, không có quan hệ gì với tuyên truyền chính trị. Ca từ như sau:
芝麻油，白菜心，要吃豆角嘛抽筋筋。三天不見想死個人，呼兒嗨喲，哎呀我的三哥哥。

Năm 1938, cuộc kháng chiến chống Nhật của nhân dân Trung Quốc bùng nổ. Nhà thơ An Ba (安波) đã viết lời mới cho "Dầu vừng", đặt tên là "Cưỡi ngựa trắng" (騎白馬):
| Trung văn 騎白馬，挎洋槍。 三哥哥吃了個八路軍糧。 有心回家眊姑娘， 打日本就顧不上。 蕎麥皮，落在地。 娶的個老婆不如妹妹你， 把她賣了個活人情， 咱們二人打夥計。 煤油燈，不接風， 香油炒的個白菜心， 紅豆角角抽了筋， 小妹子你壞了心。 騎紅馬，跑沙灘， 你沒老婆我沒漢， 咱二人好比一個瓣瓣蒜， 親的哥哥離不轉。 | Bính âm Qí báimǎ, kuà yáng qiāng, Sān gēgē chīle gè bālùjūn liáng. Yǒuxīn huí jiā mào gūniáng, Dǎ rìběn jiù gù bù shàng. Qiáomài pí, luò zài dì. Qǔ de gè lǎopó bùrú mèimei nǐ, Bǎ tā màile gè huó rénqíng, Zánmen èr rén dǎ huǒjì. Méiyóu dēng, bù jiē fēng, Xiāngyóu chǎo de gè báicài xīn, Hóng dòujiǎo jiǎo chōule jīn, Xiǎo mèizi nǐ huàile xīn. Qí hóng mǎ, pǎo shātān, Nǐ méi lǎopó wǒ méi hàn, Zán èr rén hǎobǐ yīgè bàn bàn suàn, Qīn dí gēgē lì bù zhuǎn. | Âm Hán-Việt Kỵ bạch mã, khóa dương sang. Tam ca ca cật liễu cá Bát Lộ Quân lương. Hữu tâm hồi gia mạo cô nương, Đả Nhật Bản tựu cố bất thượng. Kiều mạch bì, lạc tại địa. Thú đích cá lão bà bất như muội muội nhĩ, Bả tha mại liễu cá hoạt nhân tình, Cha môn nhị nhân đả khỏa kế. Môi du đăng, bất tiếp phong, Hương du sao đích cá bạch thái tâm, Hồng đậu giác giác trừu liễu cân, Tiểu muội tử nhĩ hoại liễu tâm. Kỵ hồng mã, bào sa than, Nhĩ một lão bà ngã một hán, Cha nhị nhân hảo bỉ nhất cá biện biện toán, Thân đích ca ca ly bất chuyển. | Dịch nghĩa Cưỡi con ngựa trắng, mang theo khẩu súng, Anh Ba ăn khẩu phần Bát Lộ Quân. Với người cô có nguyện ước trở về: Không sao nếu cô đánh Nhật Bản quân. Vỏ kiều mạch đã rơi trên mặt đất, Vợ lại không bằng người em gái anh, Hãy cho cô một món quà còn sống, Cho cô đánh giặc bằng chính tay mình. Đèn dầu, trời đêm nay lạnh se se, Trái bắp cải chiên trong chảo dầu mè, Hạt đậu đỏ đã co lại và bở, Cô gái nhỏ có trái tim tan vỡ. Cưỡi ngựa tía và chạy trên bãi cát, Bạn không có vợ, tôi cũng ổn thôi, Hai chúng ta giống như một tép tỏi: Người anh thân yêu không thể tách rời. |

Mùa đông năm 1943, Lý Hữu Nguyên (李有源), chiến sĩ thi đua huyện Hà (nay là huyện Giai) tỉnh Thiểm Tây dựa theo làn điệu của "Dầu vừng" soạn thành một bài dân ca dài đến hơn mười đoạn gọi là "Bài ca di dân". "Bài ca di dân" vừa có thành phần tự sự, vừa có thành phần trữ tình, thể hiện tâm trạng phấn khởi và cuộc sống hạnh phúc của đông đảo nông dân nghèo khổ dưới sự lãnh đạo của Mao Trạch Đông và Đảng Cộng sản. Ca khúc sau khi ra đời đã được cháu trai của Lý Hữu Nguyên là ca sĩ nông dân Lý Tăng (李增) biểu diễn nhiều lần trước quần chúng nhân dân, rất được mọi người hoan ngênh.Sau đó một số người làm công tác văn nghệ Diên An đã sửa lại "Bài ca di dân", giảm xuống còn ba đoạn ca từ, đồng thời đổi tên thành "Đông phương hồng", đăng trên "Nhật báo giải phóng" (解放日報) năm 1944.
東方紅，太陽升，中國出了個毛澤東。他為人民謀幸福，他是人民的大救星。

山川秀，天地平，毛主席領導陝甘寧，迎接移民開山林，咱們邊區滿地紅。

三山低，五嶽高，毛主席治國有功勞，邊區辦得呱呱叫，老百姓頌唐堯。

邊區紅，邊區紅，邊區地方沒窮人，有了窮人就移民，移民能夠斷窮根。

## Ca từ
Sau khi nước Cộng hòa Nhân dân Trung Hoa được thành lập, để phù hợp cho đội hợp xướng biểu diễn, lần lượt có nhiều nhạc sĩ cải biên "Đông phương hồng" làm ca khúc hợp xướng. Bản hợp xướng "Đông phương hồng" lưu hành hiện nay là do nhạc sĩ Lưu Hoán (李涣) biên soạn. Dưới đây là toàn văn lời ca:
| Trung văn 东方红，太阳升， 中国出了个毛泽东。 他为人民谋幸福， 呼儿咳呀， 他是人民的大救星。 毛主席，爱人民， 他是我们的带路人。 为了建设新中国， 呼儿咳呀， 领导我们向前进。 共产党，像太阳， 照到哪里哪里亮。 哪里有了共产党， 呼儿咳呀， 哪里人民得解放。 东方红，太阳升， 中国出了个毛泽东。 他为人民谋幸福， 呼儿咳呀， 他是人民的大救星 大救星。 | Bính âm Dōngfāng hóng, tàiyáng shēng, Zhōngguó chū liao ge Máozédōng. Tā wèi rénmín móu xìngfú, Hū ér hāi ya, Tā shì rénmín dàjiùxīng. Máo zhǔxí, ài rénmín, Tā shì wǒmen di dàilùrén. Wèiliao jiànshè xīn Zhōngguó, Hū ér hāi ya, Lǐngdǎo wǒmen xiàng qiánjìn. Gòngchǎndǎng, xiàng tàiyáng, Zhào dào nǎli nǎli liàng. Nǎli yǒu liao gòngchǎndǎng, Hū ér hāi ya, Nǎli rénmín dé jiěfàng. Dōngfāng hóng, tàiyáng shēng, Zhōngguó chū liao ge Maozédōng. Tā wèi rénmín móu xìngfú, Hū ér hāi ya, Tā shì rénmín dàjiùxīng Dàjiùxīng. | Âm Hán-Việt Đông Phương hồng, thái dương thăng, Trung Quốc xuất liễu cá Mao Trạch Đông. Tha vị nhân dân mưu hạnh phúc, Hô nhi khái nha, Tha thị nhân dân để đại cứu tinh. Mao chủ tịch, ái nhân dân, Tha thị ngã môn để đới lộ nhân. Vị liễu kiến thiết tân Trung Quốc Hô nhi khái nha Lãnh đạo ngã môn hướng tiền tiến. Cộng sản đảng, tượng thái dương, Chiếu đáo na lý na lý lượng. Na lý hữu liễu cộng sản đảng, Hô nhi khái nha, Na lý nhân dân đắc giải phóng. Đông Phương hồng, thái dương thăng, Trung Quốc xích liễu cá Mao Trạch Đông. Tha vị nhân dân mưu hạnh phúc, Hô nhi khái nha, Tha thị nhân dân đích đại cứu tinh. Đại cứu tinh. | Dịch nghĩa Phương đông hồng, mặt trời lên, Trung Quốc có một Mao Trạch Đông, Người lo lắng cho hạnh phúc của nhân dân. Hoan hô hoan hô, Người là đại cứu tinh của chúng ta. Mao chủ tịch, yêu nhân dân, Người là người dẫn đường của chúng ta. Để xây dựng Trung Quốc mới, Hoan hô hoan hô, Lãnh đạo chúng ta tiến lên phía trước. Đảng Cộng sản, giống như mặt trời, Chiếu sáng khắp nơi nơi. Ở đâu có đảng Cộng sản, Hoan hô hoan hô, Ở đó nhân dân được giải phóng. Phương đông đỏ, mặt trời mọc, Trung Quốc có Mao Trạch Đông, Người lo lắng cho hạnh phúc của nhân dân Hoan hô hoan hô, Người là đại cứu tinh của nhân dân Đại cứu tinh. |

## Ảnh hưởng
Trong Đại cách mạng văn hóa ở Trung Quốc do Điền Hán, tác giả của quốc ca Cộng hòa nhân dân Trung Hoa-Nghĩa dũng quân tiến hành khúc, bị "đả đảo" nên trên thực tế "Đông phương hồng" đã thay thế "Hành khúc nghĩa dũng quân" trở thành quốc ca của Cộng hòa nhân dân Trung Hoa. Theo Powell, một người Pháp từng bị giam giữ ở Trung Quốc từ năm 1957 đến năm 1964, thì lúc đó phạm nhân Trung Quốc mỗi buổi sáng phải hát hai ca khúc, một bài là Quốc tế ca, bài thứ hai chính là "Đông phương hồng".
Năm 1970, Đông phương hồng số 1, vệ tinh nhân tạo đầu tiên của Trung Quốc được phóng lên không gian, trong đó bài hát mà máy phát nhạc điện tử của vệ tinh truyền về Trái Đất chính là "'Đông phương hồng". Năm 2007, trong số những ca khúc mà vệ tinh thăm dò Mặt Trăng đầu tiên của Trung Quốc-Hằng Nga số 1-phát trên khoảng không vũ trụ có hai bài hát mà trước đó hầu như ai cũng nghĩ là chắc chắn sẽ được chọn là "Đông phương hồng" và "Hành khúc nghĩa dũng quân".